# 岸生菌科
岸生菌科（学名：Litoricolaceae）為海洋螺菌目的一科细菌。此科的模式属为岸生菌属(Litoricola)。

## 属
- 岸生菌属 Litoricola Kim et al. 2007